# Pròsper (satèl·lit)
Pròsper és un satèl·lit irregular retrògrad relativament petit d'Urà descobert el 18 de juliol de 1999 per l'astrofísic Matthew Holman i el seu equip. Se li va donar la designació provisional S/1999 U 3. Confirmat com a Uranus XVIII, es va anomenar en honor del bruixot Pròsper de l'obra de William Shakespeare La tempesta.
Els paràmetres orbitals suggereixen que podria pertànyer al mateix cúmul dinàmic que Sícorax i Setebos, suggerint un origen comú. Tanmateix, aquest suggeriment no concorda amb els colors observats. El satèl·lit apareix de color neutral (gris) a la llum visible, similar a Setebos però diferent de Sycorax (que és vermell clar).